# Augerolles
Augerolles (/o.ʒʁɔl/) est une commune française située dans le département du Puy-de-Dôme, en région Auvergne-Rhône-Alpes.

## Géographie
| Aubusson-d'Auvergne | Vollore-Ville | Vollore-Montagne |
| Courpière Sauviat   | Augerolles    | La Renaudie      |
| Tours-sur-Meymont   | Olliergues    | Olmet            |

### Climat
Pour des articles plus généraux, voir Climat d'Auvergne-Rhône-Alpes et Climat du Puy-de-Dôme.
En 2010, le climat de la commune est de type climat des marges montargnardes, selon une étude du Centre national de la recherche scientifique s'appuyant sur une série de données couvrant la période 1971-2000. En 2020, Météo-France publie une typologie des climats de la France métropolitaine dans laquelle la commune est exposée à un climat de montagne ou de marges de montagne et est dans la région climatique Nord-est du Massif Central, caractérisée par une pluviométrie annuelle de 800 à 1 200 mm, bien répartie dans l’année.
Pour la période 1971-2000, la température annuelle moyenne est de 10,2 °C, avec une amplitude thermique annuelle de 16,2 °C. Le cumul annuel moyen de précipitations est de 998 mm, avec 11,4 jours de précipitations en janvier et 8,1 jours en juillet. Pour la période 1991-2020, la température moyenne annuelle observée sur la station météorologique de Météo-France la plus proche, « Courpière », sur la commune de Courpière à 7 km à vol d'oiseau, est de 11,8 °C et le cumul annuel moyen de précipitations est de 876,9 mm,. Pour l'avenir, les paramètres climatiques de la commune estimés pour 2050 selon différents scénarios d'émission de gaz à effet de serre sont consultables sur un site dédié publié par Météo-France en novembre 2022.

## Urbanisme

### Typologie
Au 1er janvier 2024, Augerolles est catégorisée commune rurale à habitat très dispersé, selon la nouvelle grille communale de densité à sept niveaux définie par l'Insee en 2022.
Elle est située hors unité urbaine et hors attraction des villes,.

### Occupation des sols
L'occupation des sols de la commune, telle qu'elle ressort de la base de données européenne d’occupation biophysique des sols Corine Land Cover (CLC), est marquée par l'importance des forêts et milieux semi-naturels (57,7 % en 2018), une proportion sensiblement équivalente à celle de 1990 (58,4 %). La répartition détaillée en 2018 est la suivante : forêts (57 %), prairies (27,4 %), zones agricoles hétérogènes (10,6 %), terres arables (1,9 %), zones urbanisées (1,5 %), milieux à végétation arbustive et/ou herbacée (0,8 %), eaux continentales (0,8 %). L'évolution de l’occupation des sols de la commune et de ses infrastructures peut être observée sur les différentes représentations cartographiques du territoire : la carte de Cassini (XVIIIe siècle), la carte d'état-major (1820-1866) et les cartes ou photos aériennes de l'IGN pour la période actuelle (1950 à aujourd'hui).

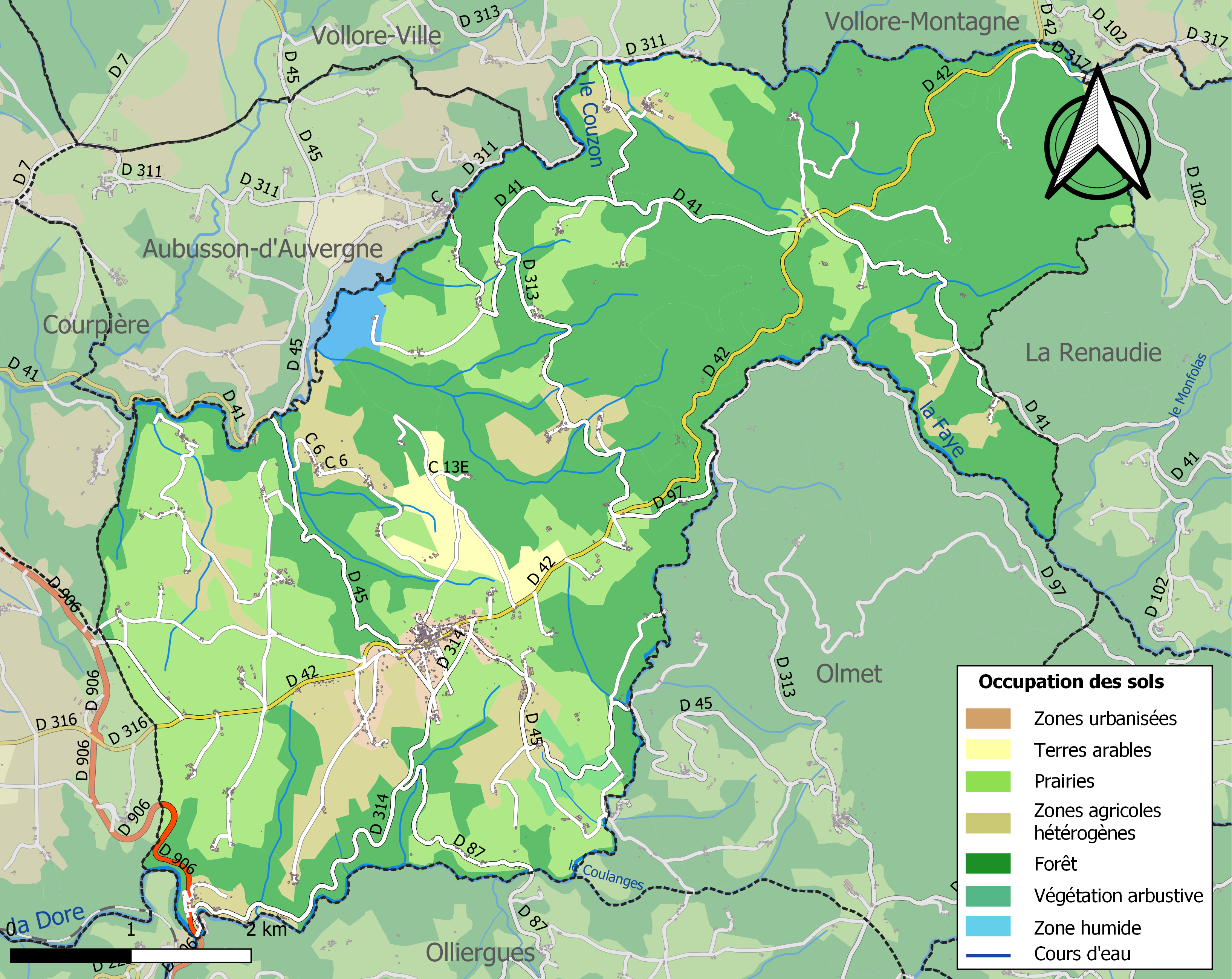
Carte des infrastructures et de l'occupation des sols de la commune en 2018 (CLC).

## Histoire

### L’église
L’église, classée sur la liste des Monuments historiques, a été plusieurs fois remaniée entre le XIe et le XIVe siècle, ce qui explique l'amalgame de style roman et gothique.
Le clocher, haut de 35 mètres fut démoli pendant la Révolution et les cloches furent fondues. Il fut reconstruit en 1844 avec deux nouvelles cloches. Sous le chœur sont inhumés, dans une crypte mortuaire, les châtelains et prieurs des châteaux de Frédeville et des Grimardies.

### Les seigneurs
Deux familles importantes se succèdent dans l'histoire d'Augerolles :
- pendant près de cinq siècles, les « Frédeville », qui doivent leur nom à un hameau du même nom. Leur château est aujourd'hui en ruines ;
- les « Provenchères », qui ont fait fortune dans le commerce du bois entre l'Auvergne et Paris et qui habitent depuis trois siècles le château des Grimardies, construit dans sa structure actuelle dans les années 1700 par agrandissement d'un domaine et qui conserve une belle allure.

### La période révolutionnaire
Le 1er février 1790, la commune est divisée en deux parties : Le Bourg et Frédeville. Cette même année, et jusqu'en 1800, la commune est chef-lieu de canton et regroupe Aubusson, Augerolles et Olmet.
En 1793, le clocher de l'église en forme de flèche est démoli, sur ordre du commissaire du peuple Couthon, par un maréchal-ferrant du bourg qui s'appropria les cercles qui reliaient les tours. La destruction fut interrompue par l'intervention énergique d'un menuisier de la Renaudie. C'est en 1803 que le conseil municipal décida de réédifier le clocher et de réparer l'église.
Le château de Frédeville est lui aussi démoli sur ordre du Directoire de Thiers. Il ne sera jamais remis en état.
En décembre, le calendrier républicain se substitue au calendrier grégorien : les ouvriers travaillent dimanches et jours fériés.
En 1807, la réalisation du premier plan parcellaire de la commune est établie.

## Politique et administration

### Découpage territorial
La commune d'Augerolles est membre de la communauté de communes Thiers Dore et Montagne, un établissement public de coopération intercommunale (EPCI) à fiscalité propre créé le 1er janvier 2017 dont le siège est à Thiers. Ce dernier est par ailleurs membre d'autres groupements intercommunaux. Jusqu'en 2016, elle faisait partie de la communauté de communes du pays de Courpière.
Sur le plan administratif, elle est rattachée à l'arrondissement de Thiers, à la circonscription administrative de l'État du Puy-de-Dôme et à la région Auvergne-Rhône-Alpes. Jusqu'en mars 2015, elle faisait partie du canton de Courpière.
Sur le plan électoral, elle dépend du canton des Monts du Livradois pour l'élection des conseillers départementaux, depuis le redécoupage cantonal de 2014 entré en vigueur en 2015, et de la cinquième circonscription du Puy-de-Dôme pour les élections législatives, depuis le dernier découpage électoral de 2010.

### Élections municipales et communautaires

#### Élections de 2020
Le conseil municipal d'Augerolles, commune de moins de 1 000 habitants, est élu au scrutin majoritaire plurinominal à deux tours avec candidatures isolées ou groupées et possibilité de panachage. Compte tenu de la population communale, le nombre de sièges à pourvoir lors des élections municipales de 2020 est de 15. La totalité des quinze candidats en lice est élue dès le premier tour, le 15 mars 2020, avec un taux de participation de 53,03 %.

#### Chronologie des maires
| Période                                  | Période                   | Identité       | Étiquette     | Qualité           |
| ---------------------------------------- | ------------------------- | -------------- | ------------- | ----------------- |
| Les données manquantes sont à compléter. |                           |                |               |                   |
| mars 2001                                | mars 2014                 | Roger Chapet   | Apparenté PCF |                   |
| mars 2014 (réélu en 2020)                | En cours (au 2 août 2020) | Ludovic Combe, |               | Agent territorial |

## Population et société

### Démographie
Les habitants sont nommés les Augerollais.
L'évolution du nombre d'habitants est connue à travers les recensements de la population effectués dans la commune depuis 1793. Pour les communes de moins de 10 000 habitants, une enquête de recensement portant sur toute la population est réalisée tous les cinq ans, les populations de référence des années intermédiaires étant quant à elles estimées par interpolation ou extrapolation. Pour la commune, le premier recensement exhaustif entrant dans le cadre du nouveau dispositif a été réalisé en 2006.

En 2022, la commune comptait 864 habitants, en évolution de −3,36 % par rapport à 2016 (Puy-de-Dôme : +2,1 %, France hors Mayotte : +2,11 %).
| 1793  | 1800  | 1806  | 1821  | 1831  | 1836  | 1841  | 1846  | 1851  |
| ----- | ----- | ----- | ----- | ----- | ----- | ----- | ----- | ----- |
| 2 774 | 2 795 | 2 969 | 3 141 | 3 522 | 2 689 | 2 730 | 2 739 | 2 592 |

| 1856  | 1861  | 1866  | 1872  | 1876  | 1881  | 1886  | 1891  | 1896  |
| ----- | ----- | ----- | ----- | ----- | ----- | ----- | ----- | ----- |
| 2 495 | 2 472 | 2 501 | 2 603 | 2 706 | 2 634 | 2 464 | 2 288 | 2 201 |

| 1901  | 1906  | 1911  | 1921  | 1926  | 1931  | 1936  | 1946  | 1954  |
| ----- | ----- | ----- | ----- | ----- | ----- | ----- | ----- | ----- |
| 2 200 | 2 139 | 2 064 | 1 759 | 1 744 | 1 666 | 1 567 | 1 444 | 1 271 |

| 1962  | 1968  | 1975  | 1982 | 1990 | 1999 | 2006 | 2011 | 2016 |
| ----- | ----- | ----- | ---- | ---- | ---- | ---- | ---- | ---- |
| 1 292 | 1 239 | 1 160 | 967  | 894  | 889  | 908  | 862  | 894  |

| 2021 | 2022 | - | - | - | - | - | - | - |
| ---- | ---- | - | - | - | - | - | - | - |
| 872  | 864  | - | - | - | - | - | - | - |

## Culture locale et patrimoine

### Lieux et monuments
- Église Sainte-Croix d'Augerolles

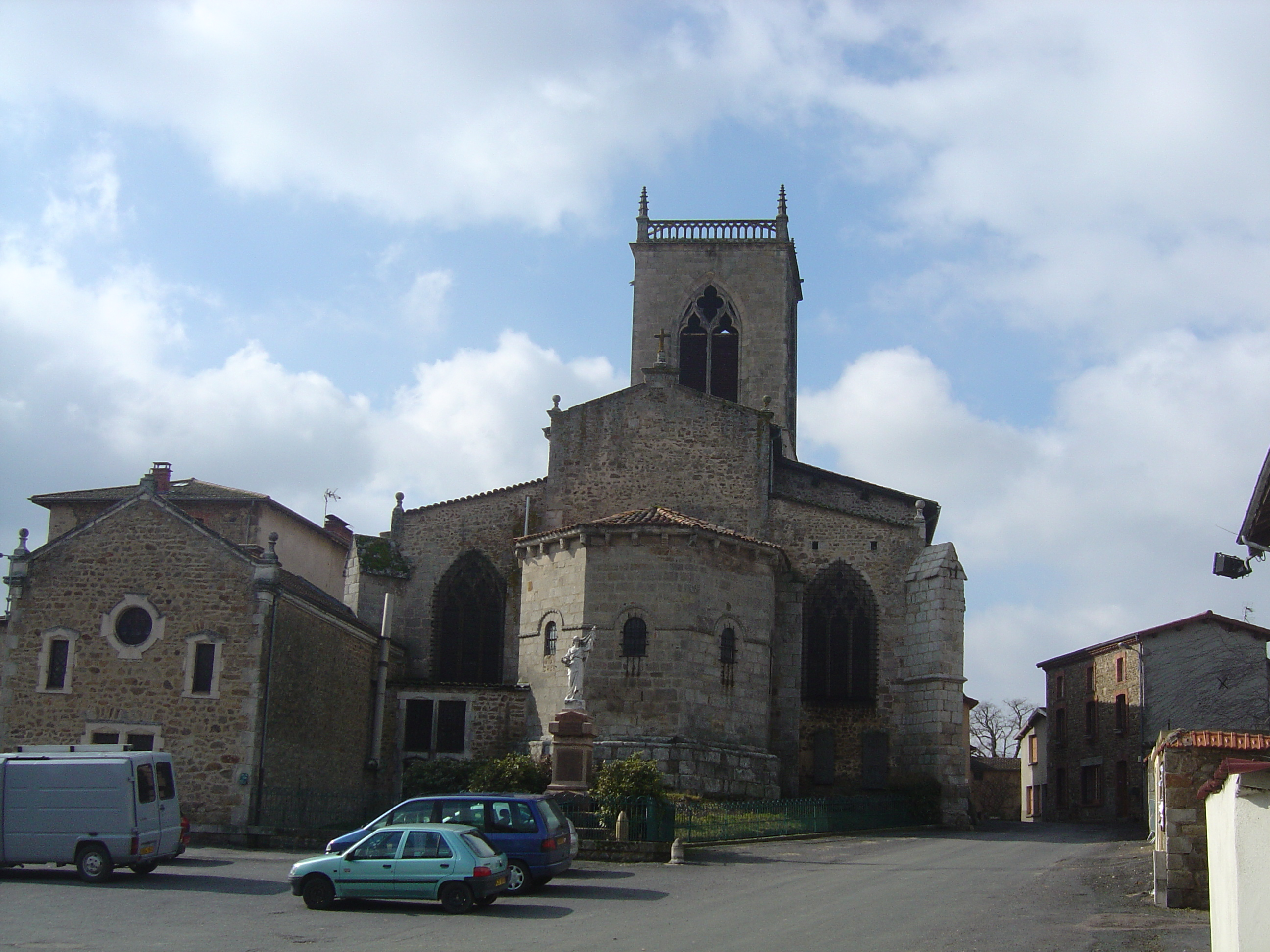
Église et monument aux morts.

- La chapelle de la Madeleine dépendait de l'abbaye Saint-Martin de Nevers (1773-1783)[26].
- Le château des Grimardies, classé aux Monuments historiques depuis 1862.

### Patrimoine naturel
- La commune d'Augerolles est adhérente du parc naturel régional Livradois-Forez.

### Personnalités liées à la commune
La famille des princes Torlonia de Rome est issue d'Augerolles.
Le 17 janvier 1725 naît à Augerolles Marin Tourlonias. Dans les années 1745, il entre comme valet de chambre au service de l'abbé de Montgon, exilé dans ses terres d'Auvergne. L'abbé de Montgon s'enfuit d'Auvergne accompagné de Marin ; ils arrivent à Rome en 1750 et s'installent Casa Zuccari. Après le décès de l'abbé de Montgon le 7 février 1767, Marin Tourlonias, devenu Marino Torlonia, ouvre une boutique de draperies et soieries sur le Corso. Avec l'aide de son fils Giovanni, il ouvre, en 1780, une banque toujours sur le Corso. Marino décède le 21 mars 1785, son fils Giovanni poursuit l'affaire de banquier et fait une fortune considérable au temps de la Révolution française en finançant la noblesse romaine et le pape lourdement taxés par Bonaparte. Banquier du pape, il devient successivement marquis de Roma Vecchia (1797), duc de Bracciano (1809), prince de Civitella Cesi (1814). Il meurt en 1829 ; son fils Alessandro Torlonia (1800-1886) lui succède. Ce dernier asséchera le lac Fucino ce qui lui vaut en 1875 le titre de prince Torlonia. Sa fille Anna Maria est considérée comme la plus riche héritière d'Europe ; elle épouse Giulio Borghese qui, pour cela, doit changer son nom en Torlonia.
Parmi les descendants actuels, Marco Alfonso, prince de Civitella Cesi, cousin germain de Juan Carlos d'Espagne et l'actrice américaine Brooke Shields.